# Janiralata kurilensis
Janiralata kurilensis là một loài chân đều trong họ Janiridae. Loài này được Kussakin miêu tả khoa học năm 1962.